# Гробница Биби Джавинди
Гробница Биби Джавинди (урду مقبرہ بی بی جیوندی‎) — один из пяти памятников Уч-Шарифа (Пенджаб), включённых в предварительный список объектов всемирного наследия ЮНЕСКО. Датируемая XV веком она была построена в духе идей суфийского тариката Сухравардия, строгой гегемонистской суннитской школы теософской мысли, которая делает особый акцент на шафиитской школе классической юриспруденции в контексте её интерпретации шариата. Биби Джавинди была правнучкой Джаханияна Джахангашта, известного суфийского святого.

## Расположение
Гробница Биби Джавинди находится в юго-западной оконечности Уч-Шарифа, исторического города, основанного Александром Македонским, в округе Бахавалпур пакистанской провинции Пенджаб. Город имеет важное культурное значение из-за располагающихся на его территории святынь.

## Архитектура
Будучи одним из самых богато украшенных памятников в Уч-Шарифе, гробница Биби Джавинди пользуется популярностью у туристов. Наружная часть строения имеет восьмиугольную форму и состоит из трёх ярусов, верхний из которых поддерживает купол. Внутренняя часть гробницы имеет круглую форму из-за толстых угловых стен, поднимающихся на два этажа. Как внутри, так и снаружи здание богато украшено исламскими священными писаниями, резным деревом, а также яркими синими и белыми мозаичными плитками (фаянсом). Основание поддерживается восемью сужающимися башнями в каждом углу. Территория комплекса, окружающая гробницу, сохранила свой первоначальный пустынный облик и преимущественно заполнена цементированными могилами. Окрестности комплекса покрыты зелёной растительностью благодаря сети речных притоков и каналов, пересекающих этот район.

## Объект всемирного наследия
Гробница Биби Джавинди была представлена Департаментом археологии и музеев Пакистана в январе 2004 года для включения в список объектов всемирного наследия наряду с четырьмя другими памятниками этого региона: усыпальницей Бахаал-Халима, гробницей Устида (архитектора), усыпальницей Джалалуддина Бухари и мечетью Джалалуддина Бухари. Список был представлен в соответствии с критериями ii, iv и vi в категории «Культура». По состоянию на 2020 год он всё ещё находится в предварительном списке.

## Сохранность

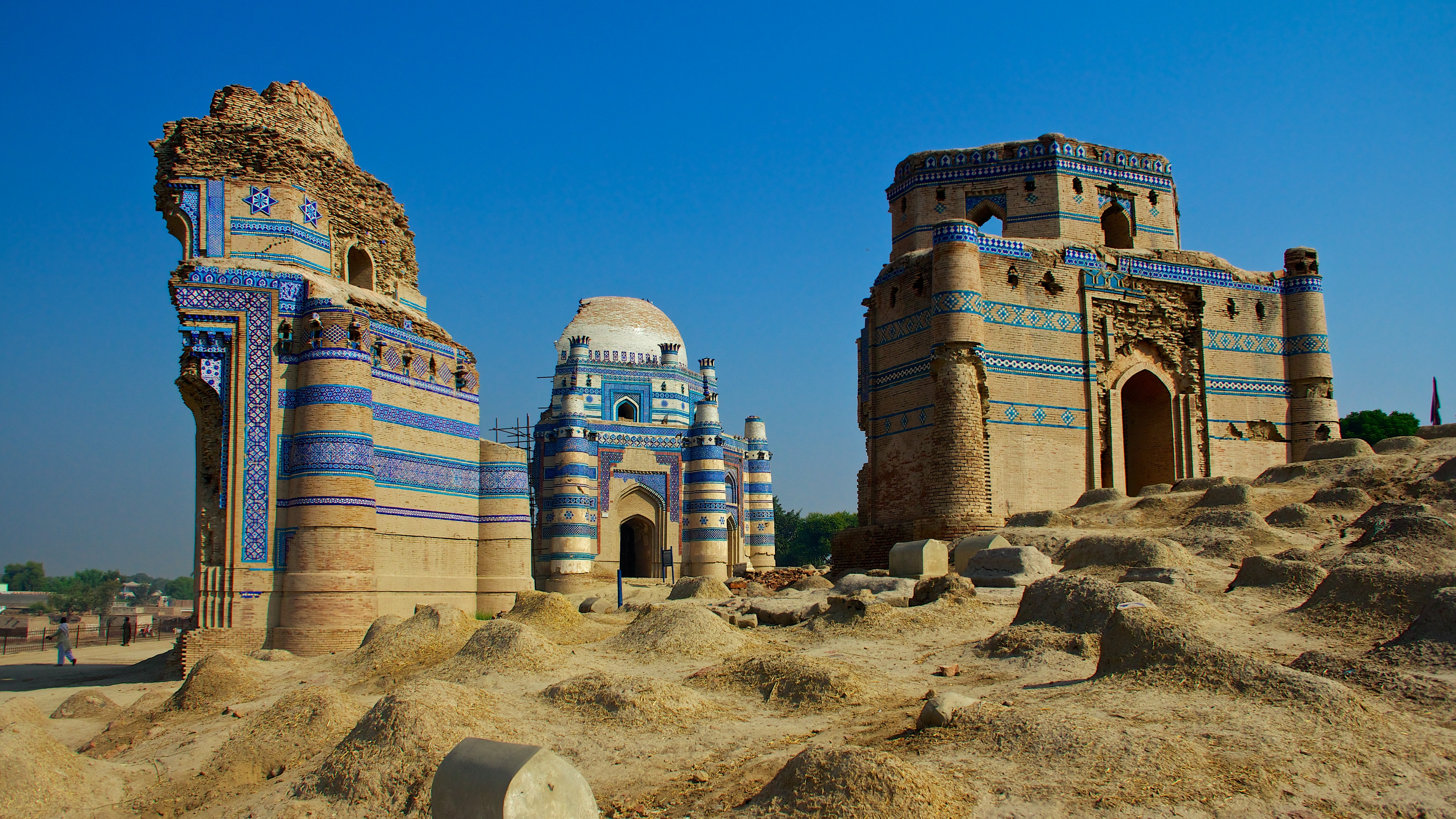
Фотография, демонстрирующяя повреждения гробницы.

На протяжении веков гробница постепенно разрушалась из-за природных условий, а во время ливневых наводнений 1817 года половина сооружения и вовсе была смыта. Сегодня сохранилась лишь половина от первоначального строения. В 1999 году Центр охраны природы и восстановления Пакистана пригласил международные организации и городских чиновников для работы над сохранением этого объекта. Однако из-за влажности, просачивания солей и эрозии процесс разрушения памятников комплекса всё ещё продолжается. Неудачные попытки его ремонта нанесли дополнительный вред гробнице Биби Джавинди. Всемирный фонд памятников включал это сооружение в свой список памятников, находящихся под угрозой, в 1998, 2000 и 2002 годах, чтобы привлечь к нему международное внимание, и получил гранты на его сохранение.

## Галерея

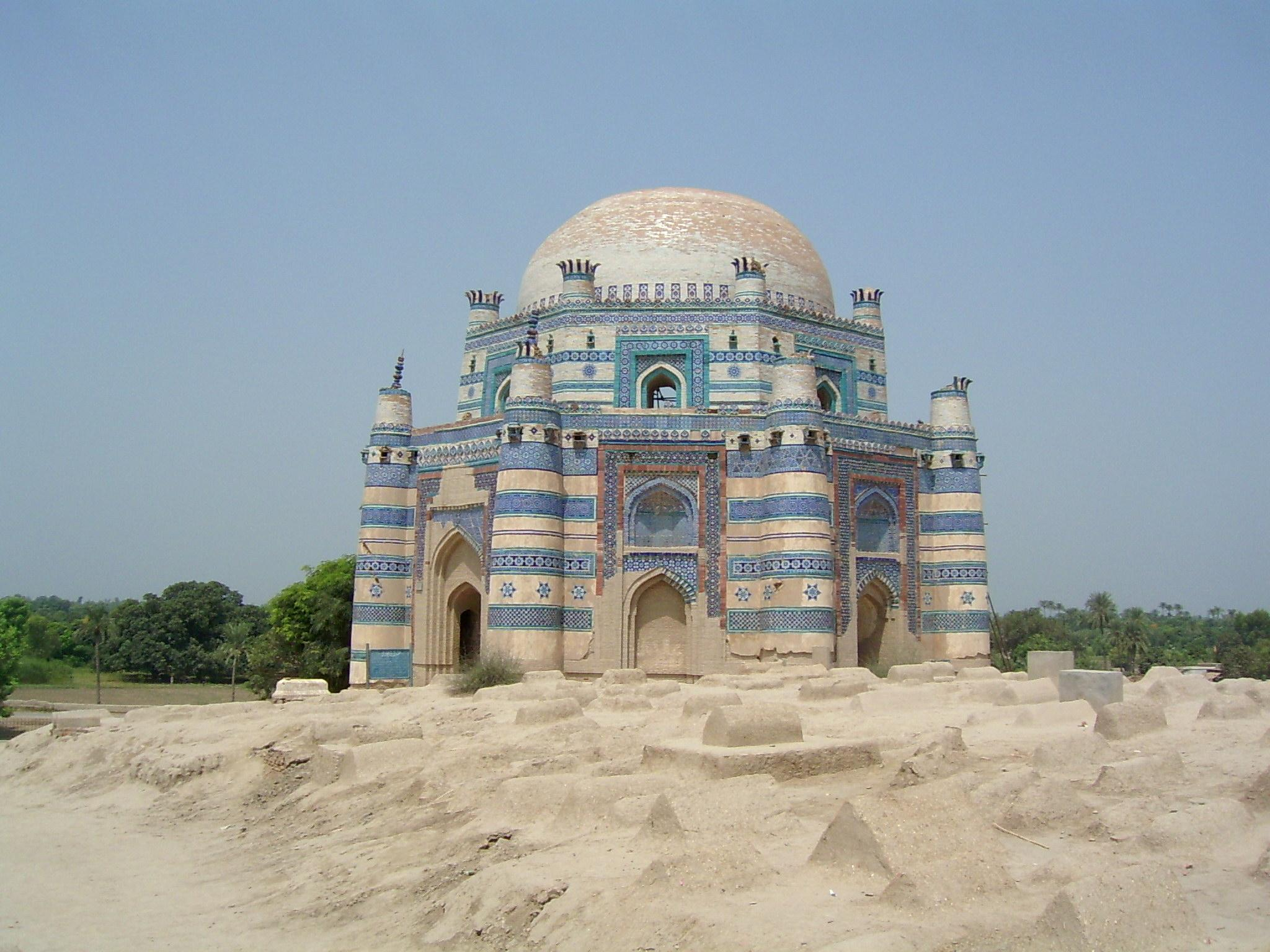
Вид на могилы в пределах комплекса гробницы
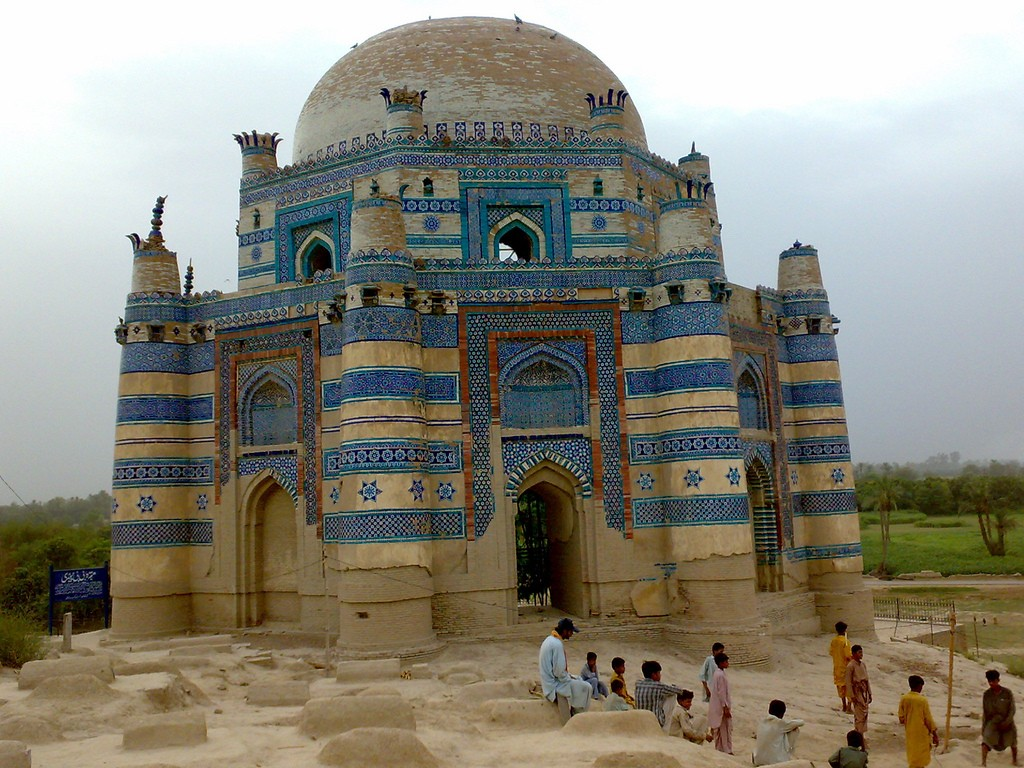
Вид на гробницу Биби Джавиди
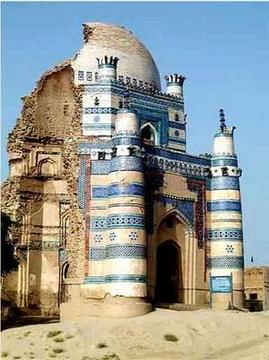
Вид сбоку гробницы
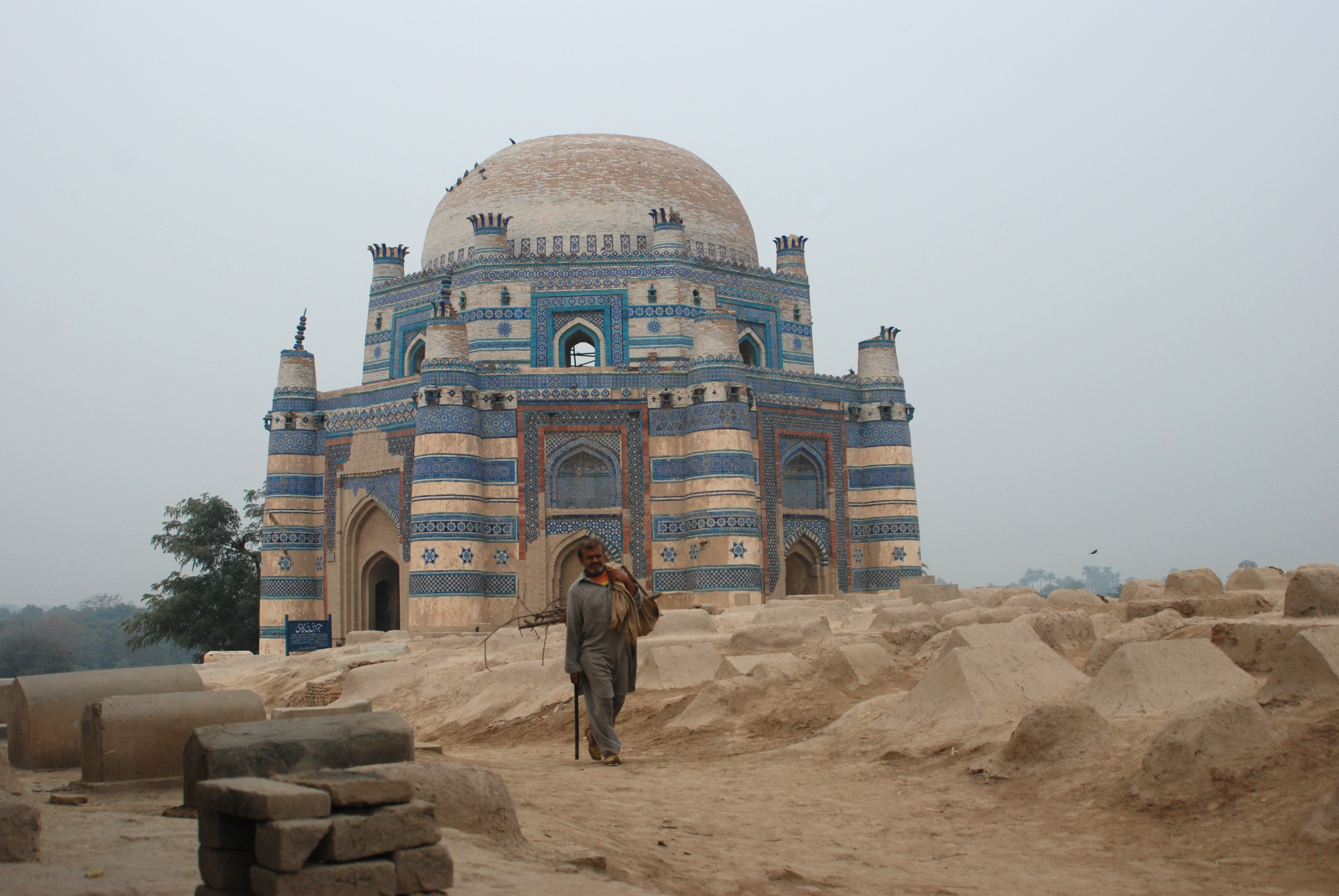
Гробница Биби Джавинди в 2013 году
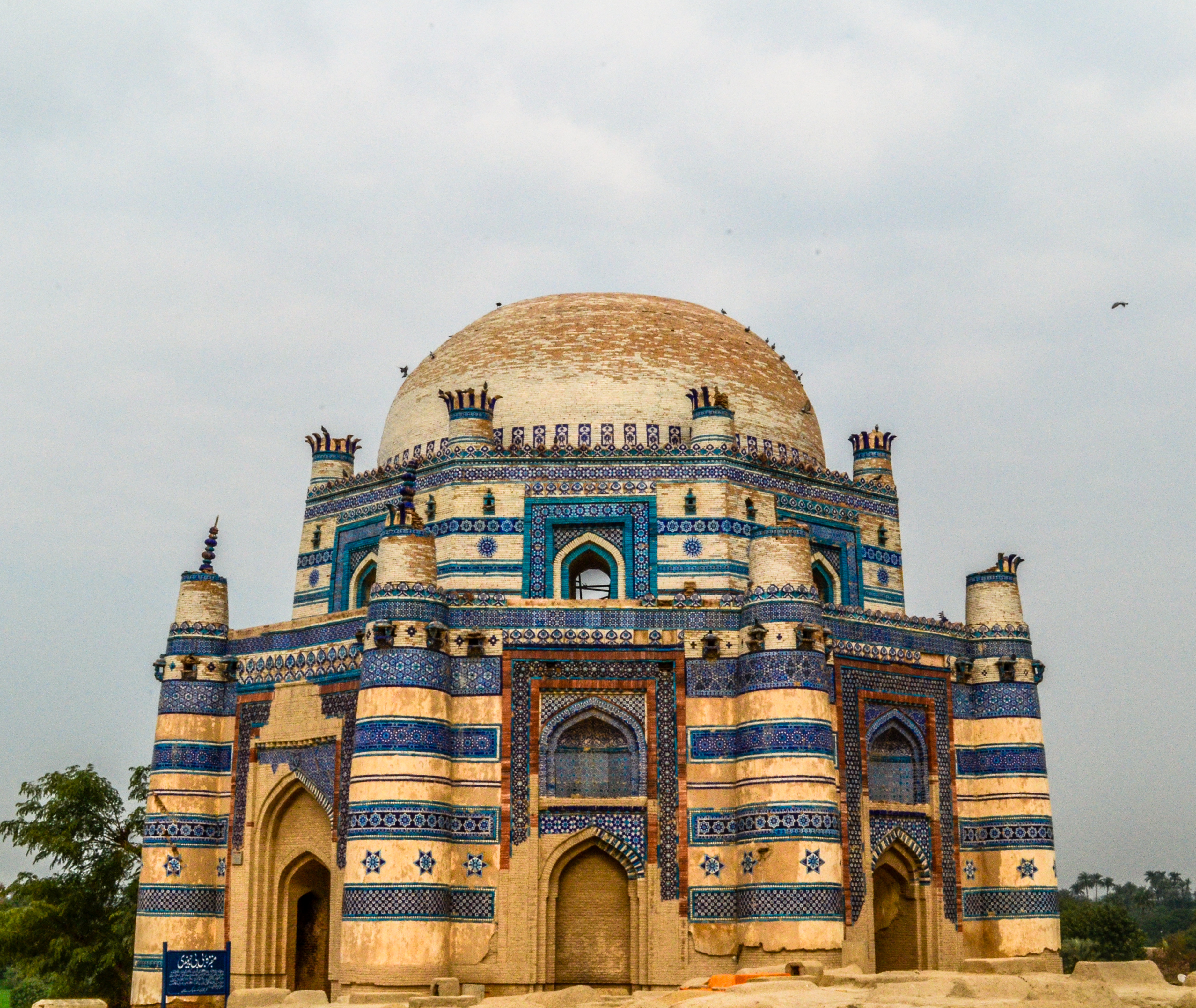
Передняя сторона гробницы Биби Джавиди